# Elana Meyers-Taylor
Elana Alessandra Meyers-Taylor (ur. 10 października 1984 w Oceanside) – amerykańska bobsleistka i rugbystka, dwukrotna medalistka olimpijska.

## Kariera
Podczas studiów z sukcesami uprawiała softball. Treningi bobslejowe rozpoczęła w 2007 roku i już pod jego koniec znalazła się w kadrze narodowej rozpoczynając starty w Pucharu Świata. W sezonach 2007/2008 i 2008/2009 jej pilotem była Shauna Rohbock, a następnie Erin Pac w 2009/2010.
Z pierwszą z nich została wicemistrzynią świata w 2009, z drugą zaś zdobyła brązowy medal igrzysk w Vancouver w konkurencji dwójek.
Po tych zawodach przesunęła się na pozycję pilota, na której zadebiutowała w grudniu 2010. W kolejnym sezonie po raz pierwszy poprowadziła załogę na podium, rok później udało jej się to czterokrotnie spośród dziesięciu zawodów. Pierwsze zwycięstwo odniosła w Park City w grudniu 2013 roku, a w klasyfikacji generalnej sezonu 2013/2014 uległa jednym punktem Kaillie Humphries. W 2014 roku wraz z Lauryn Williams zdobyła srebro igrzysk olimpijskich, a w grudniu tego roku została jedną z pierwszych kobiet, które wystartowały w zawodach bobslejowych czwórek wraz z mężczyznami. Triumfowała w Pucharze Świata 2014/2015 wygrywając sześć z ośmiu wyścigów, a następnie zdobyła pierwszy w historii amerykańskich żeńskich dwójek złoty medal mistrzostw świata.
W 2014 roku otrzymała powołanie do narodowej reprezentacji w rugby 7, w której zadebiutowała turniejem China Women’s Sevens 2014.
W 2007 roku ukończyła studia na George Washington University z tytułem Bachelor of Science, na tej samej uczelni uzyskując w 2011 roku tytuł Master of Science. Podjęła następnie studia na DeVry University.
W kwietniu 2014 roku wyszła za mąż za bobsleistę Nica Taylora.